# Mortal Sin
Mortal Sin est un groupe australien de thrash metal originaire de Sydney fondé en 1985.

## Biographie
Mortal Sin est un groupe australien qui bénéficie dès ses débuts du soutien du magazine britannique Kerrang!. Mayhemic Destruction, un premier album fortement influencé par Metallica, leur permet de bénéficier d'un certain succès auprès des amateurs de thrash metal.
Après la sortie deu second album, intitulé Face of Despair, des tensions internes mènent à la séparation du groupe en 1990, mais le bassiste Andy Eftichiou décide de continuer et enregistre avec de nouveaux membres l'album Rebellious Youth. Les membres originaux du groupe les attaquent en justice, et finalement Eftichiou met un terme à Mortal Sin en 1992.
En 1996 quatre des cinq membres originaux relancent le groupe. Après le remplacement du guitariste Anthony Hoffman, Mortal Sin sort l'année suivante le EP Revolution of the Mind compilant nouveaux titres et morceaux réenregistrés. Les problèmes relationnels entre les membres du groupe conduisent cependant à une nouvelle séparation fin 1998.
En 2004 le groupe se reforme de nouveau. Ils annoncent de nouveau leur séparation en avril 2012.

## Membres

### Anciens membres
- Andy Eftichiou - basse (1985-1992, 1996-1998, 2004-2012)
- Ryan Huthnance - guitare (2010-2012)
- Dave Tinelt - chant (2012)
- Mat Maurer - chant (1985-1990, 1996-1998, 2004-2012)
- Nathan Shea - guitare (2005-2012)
- Luke Cook - batterie (2006-2012)
- Mick Sultana 	- guitare (2004-2010)
- Wayne Campbell - batterie (1985-1992, 1996-1998, 2004-2005)
- Joe Buttigieg - guitare (2004-2005)
- Paul Carwana - guitare (1985-1990, 1996-1998)
- Troy Scerri - guitare (1997)
- Anthony Hoffman - guitare (1996-1997)
- Steve Hughes - batterie (1989-1992)
- Steve Sly - chant (1990-1992)
- Dave DeFrancesco - guitare (1990-1992)
- Tom Dostoupil - guitare (1990-1992)
- Nash Hall - batterie (1991-1992)
- Tony Matesa - guitare (1991)
- Mick Burke - guitare (1987-1990)
- Keith Krstin - guitare (1985-1987)

## Discographie

### Albums studio
- 1987 - Mayhemic Destruction
- 1989 - Face of Despair
- 1991 - Every Dog Has It's Days (d'abord publié sous le nom Rebellious Youth)
- 1997 - Revolution of the Mind (EP)
- 2007 - An Absence of Faith
- 2011 - Psychology of Death

### Albums live
- 2007 - Mortal Thrashing Mad - Official Live Bootleg
- 2009 - Into the Inferno (Live in Oslo)